# Ján Novota
Ján Novota (Matúškovo, 29 de novembro de 1983) é um futebolista profissional eslovaco que atua como goleiro, atualmente defende o Debreceni VSC.

## Carreira
Ján Novota fez parte do elenco da Seleção Eslovaca de Futebol da Eurocopa de 2016.